# Caldy Rugby Football Club
Maillots
Actualités
Caldy Rugby Football Club, est un club de rugby à XV fondé en 1924, basé à Thurstaston, dans le Merseyside. Il joue actuellement en RFU Championship, c’est-à-dire la deuxième division anglaise.

## Histoire
Le club est fondé en 1924 sous le nom d'Old Caldeians Rugby Club. En 1968, il devient le Caldy RFC, qui durant de nombreuses années ne n'obtient pas de résultat significatif, tombant même en neuvième division en 1996. 
Au début des années 2020, Caldy connaît une émergence vers le haut niveau, gagnant la  National North League (D4) en 2019-2020. En 2022, ils battent le Sale FC (10-9) pour être promus en Championship (D2) pour la première fois de leur histoire. Durant cette période l'équipe est entraînée par Matt Cairns, ancien international anglais.
Permettant aux jeunes talents de Wirral de se développer, Caldy RFC intègre aussi des joueurs issues du centre de formation du club des Sale Sharks.

## Palmarès
- Championnat d'Angleterre de D3 (National League 1) : 2021-2022